# Lubica
Lubica (slovensky Ľubica, chorvatsky Ljubica) je ženské křestní jméno slovanského původu. Jde o zdrobnělinu křestního jména Ljuba, které znamená láska. Podle slovenského kalendáře slaví svátek 17. března, podle chorvatského kalendáře 10. července a 13. září.
Jméno je početné na Slovensku a v zemích bývalé Jugoslávie, v Česku se vyskytuje spíše sporadicky.

## Počet nositelů

### Ľubica
K roku 2014 žilo na Slovensku 16 891 nositelek jména Ľubica. Toto jméno bylo 69. nejčastější ze všech jmen a 36. nejčastější křestní jméno.

### Ljubica
K roku 2014 žilo na světě celkem 120 154 nositelek jména Ljubica. Jde o osmé nejčastější jméno v Bosně a Hercegovině a čtrnácté nejčastější v Černé Hoře. U ostatních zemí bývalé Jugoslávie vyjma Slovinska a Kosova patří mezi třicet nejčastějších křestních jmen.
| Stát                | Četnost | Pořadí |
| ------------------- | ------- | ------ |
| Srbsko              | 51 579  | 22.    |
| Chorvatsko          | 26 722  | 21.    |
| Bosna a Hercegovina | 19 672  | 8.     |
| Severní Makedonie   | 10 072  | 19.    |
| Černá Hora          | 4 440   | 14.    |
| Slovinsko           | 2 097   | 272.   |
| Kosovo              | 798     | 526.   |

## Vývoj popularity v Chorvatsku
V současnosti je jméno Ljubica již mezi novorozenými dívkami v Chorvatsku vzácné. Nejvíce bylo jméno Ljubica v Chorvatsku dětem dáváno v první polovině 20. století, přičemž od roku 1930 mělo trvale sestupný trend. Jméno Ljubica se vyskytuje sporadicky již od 70. let 20. století, v roce 1970 jej získalo pouze 0,4 % žen. Od začátku 90. let 20. století jméno mezi novorozenci téměř vymizelo. Nejvíce populární bylo v roce 1930, kdy jej dostalo 4,94 % nově narozených, k roku 2013 však činila popularita jména pouze 0,1 %.

## Významné osobnosti

### Ľubica
- Ľubica Blašková – slovenská politička, kandidátka na prezidentku Slovenské republiky v roce 2014
- Ľubica Blaškovičová – slovenská herečka
- Ľubica Čekovská – slovenská skladatelka a klavíristka
- Ľubica Fábri – slovenská architektka
- Ľubica Laššáková – slovenská politička
- Ľubica Trubíniová – slovenská geotechnička a environmentální aktivistka
- Ľubica Vargicová – slovenská operní pěvkyně

### Ljubica
- Ljubica Adžovićová – severomakedonská herečka
- Ljubica Ćorovićová – srbská profesorka
- Ljubica Černohorská – černohorská princezna
- Ljubica Đukanovićová – srbská doktorka a profesorka
- Ljubica Gerovacová – členka lidového osvobozeneckého hnutí v Chorvatsku, národní hrdinka Jugoslávie
- Ljubica Ivezićová – chorvatská profesorka
- Ljubica Josipovićová – chorvatská malířka
- Ljubica Jovićová – chorvatská herečka
- Ljubica Kolarić-Dumićová – chorvatská spisovatelka
- Ljubica Kolarovićová – srbská herečka
- Ljubica Marićová – srbská hudební skladatelka
- Ljubica Mikuličićová – chorvatská herečka
- Ljubica Obrenovićová – srbská kněžna
- Ljubica Ostojićová – bosenská spisovatelka
- Ljubica Sokićová – srbská malířka
- Ljubica Štefanová – chorvatská historička